# Armenia en el Festival de la Canción de Eurovisión 2018
Armenia participará en el Festival de la Canción de Eurovisión 2018. La cadena armenia AMPTV seleccionó a su representante mediante la segunda edición del Depi Evratesil.

## Historia de Armenia en Eurovisión
Hasta el Festival de Eurovisión 2018, Armenia ha participado en Eurovisión un total de 11 veces tras su debut en 2006.
La mayor posición lograda por Armenia hasta ahora ha sido una cuarta posición, en 2008 con "Qélé, Qélé" de Sirusho y en 2014 con "Not Alone" de Aram MP3. Hasta ahora, solo se han quedado fuera de la final en una ocasión, en 2011. Asimismo, se retiraron brevemente en 2012 debido a las relaciones entre Armenia y Azerbaiyán, ya que ese año el certamen tenía lugar en Azerbaiyán. En Festival de la Canción de Eurovisión 2017, Armenia estuvo representada por Artsvik, quien interpretó "Fly with me (canción de Artsvik)" y logró una décima octava posición en la final con 79 puntos.

## Preselección

### Depi Evratesil
Depi Evratesil es la preselección organizada por la AMPTV con el objetivo de seleccionar al artista y el tema que representará a Armenia en Eurovisión 2018.

#### Canciones participantes
El 27 de diciembre de 2017, el ente público de Armenia reveló sus veinte participantes.
| Artista            | Canción                     | Traducción al español  | Compositores                                                                                                   |
| ------------------ | --------------------------- | ---------------------- | --- |
| AlternatiV         | "Stare at Me"               | Mírame                 | Sargis Burnazyan                                                                                               |
| Amaliya Margaryan  | “Waiting for the Sun”       | Esperando al sol       | Vahram Yanikyan, Amaliya Margaryan                                                                             |
| Angel              | "Heartbeat"                 | Latido                 | Anzhela Barseghyan, Vahram Yanikyan                                                                            |
| Arman Mesropyan    | "What You Hide"             | Lo que escondes        | Vahram Yanikyan                                                                                                |
| Asmik Shiroyan     | "You & I"                   | Tú y yo                | HAJ, Neil Ormandy, Marli Harwood                                                                               |
| Gata Band          | "Shogha"                    | Brilla                 | Andranik Manukyan                                                                                              |
| Gevorg Harutyunyan | "Stand Up"                  | Levántate              | Astghik Grigoryan, Gevorg Harutyunyan, Liana Aramyan                                                           |
| Hayk Kasparov      | "Enamórame"                 | -                      | Rafael Artesero Herrero, José Juan Santana Rodríguez                                                           |
| Kamil Show         | "Puerto Rico"               | -                      | Vahram Petrosyan, Arthur Abgar                                                                                 |
| Lusine Mardanyan   | "If You Don't Walk Me Home" | Si no me llevas a casa | Lusine Mardanyan, Gagach Derkhorenyan                                                                          |
| Maria's Secret     | "Escape"                    | Escape                 | Jorj Tonoyan                                                                                                   |
| Mariam Petrosyan   | "Fade"                      | Desvanecerse           | Mariam Petrosyan                                                                                               |
| Mher Armenia       | "Forever"                   | Para siempre           | Arsen Barsamyan, Arshavir Stepanyan                                                                            |
| Nemra              | "I'm a Liar"                | Soy un mentiroso       | Van Yeghiazaryan                                                                                               |
| Robert Koloyan     | "Get Away With Us"          | Sal con nosotros       | Robert Koloyan, Arthur Armeni Mnatsakanyan, Grigor Kyokchyan                                                   |
| Sevak Khanagyan    | "Qami"                      | Viento                 | Sevak Khanagyan, Anna Danielyan, Viktorya Maloyan                                                              |
| Suren Poghosyan    | "The Voice"                 | La voz                 | Georgios Kalpakidis, Natasha Turner, Jonas Gladnikoff                                                          |
| Tamar Kaprelian    | "Poison (Ari Ari)"          | Veneno (ven, ven)      | Tamar Kaprelian, Sebu Simonian, Harutyun Der-Hovagimian, Ovsanna Khublaryan, Yana Karapetyan, Sanahin Papazian |
| TyoM               | “Follow the Ocean”          | Sigue el océano        | Gevorg Gevorgyan, Inna Mkrtchyan                                                                               |
| Zhanna Davtyan     | "Unbreakable"               | Irrompible             | Nikolayn Egibyan, Zhanna Davtyan                                                                               |

#### Semifinal 1 (19 de febrero)
La primera semifinal tuvo lugar el 19 de febrero de 2018. Diez temas compitieron por las cinco plazas de la final. El resultado se decidió por un jurado y el voto del público.
| N.º | Artista            | Canción                     | Jurado | Jurado | Televoto | Televoto | Total | Posición | Resultado   |
| --- | ------------------ | --------------------------- | ------ | ------ | -------- | -------- | ----- | -------- | ----------- |
| 1   | Gevorg Harutyunyan | "Stand Up"                  | 31     | 6      | 2,261    | 12       | 18    | 2        | Clasificado |
| 2   | Angel              | "Heartbeat"                 | 22     | 1      | 54       | 1        | 2     | 10       | Eliminado   |
| 3   | Lusine Mardanyan   | "If You Don't Walk Me Home" | 44     | 10     | 313      | 3        | 13    | 4        | Clasificado |
| 4   | Zhanna Davtyan     | "Unbreakable"               | 31     | 7      | 259      | 2        | 9     | 8        | Eliminado   |
| 5   | Mger Armenia       | "Forever"                   | 28     | 4      | 1,898    | 8        | 12    | 5        | Clasificado |
| 6   | Nemra              | "I'm a Liar"                | 66     | 12     | 2,125    | 10       | 22    | 1        | Clasificado |
| 7   | Hayk Kasparov      | "Enamórame"                 | 27     | 3      | 361      | 4        | 7     | 9        | Eliminado   |
| 8   | Tamar Kaprelian    | "Poison (Ari Ari)"          | 31     | 5      | 543      | 5        | 10    | 6        | Eliminado   |
| 9   | Robert Koloyan     | "Get Away With Us"          | 42     | 8      | 789      | 6        | 14    | 3        | Avanzado    |
| 10  | Gata Band          | "Shogha"                    | 26     | 2      | 1,512    | 7        | 9     | 7        | Eliminado   |

| Resultados del jurado | Resultados del jurado       | Resultados del jurado | Resultados del jurado | Resultados del jurado | Resultados del jurado | Resultados del jurado | Resultados del jurado | Resultados del jurado | Resultados del jurado |
| N.º                   | Canción                     | Jurado                | Jurado                | Jurado                | Jurado                | Jurado                | Jurado                | Total                 | Puntos                |
| N.º                   | Canción                     | A                     | B                     | C                     | D                     | E                     | F                     | Total                 | Puntos                |
| --------------------- | --------------------------- | --------------------- | --------------------- | --------------------- | --------------------- | --------------------- | --------------------- | --------------------- | --------------------- |
| 1                     | "Stand Up"                  | 2                     | 8                     | 8                     | 7                     | 2                     | 4                     | 31                    | 6                     |
| 2                     | "Heartbeat"                 | 5                     | 4                     | 5                     | 4                     | 3                     | 1                     | 22                    | 1                     |
| 3                     | "If You Don't Walk Me Home" | 12                    | 1                     | 4                     | 10                    | 7                     | 10                    | 44                    | 10                    |
| 4                     | "Unbreakable"               | 3                     | 2                     | 10                    | 3                     | 6                     | 7                     | 31                    | 7                     |
| 5                     | "Forever"                   | 1                     | 5                     | 3                     | 1                     | 10                    | 8                     | 28                    | 4                     |
| 6                     | "I'm a Liar"                | 10                    | 12                    | 12                    | 12                    | 8                     | 12                    | 66                    | 12                    |
| 7                     | "Enamórame"                 | 7                     | 6                     | 2                     | 2                     | 4                     | 6                     | 27                    | 3                     |
| 8                     | "Poison (Ari Ari)"          | 4                     | 7                     | 7                     | 6                     | 5                     | 2                     | 31                    | 5                     |
| 9                     | "Get Away With Us"          | 8                     | 3                     | 6                     | 8                     | 12                    | 5                     | 42                    | 8                     |
| 10                    | "Shogha"                    | 6                     | 10                    | 1                     | 5                     | 1                     | 3                     | 26                    | 2                     |

#### Semifinal 2 (22 de febrero)
La segunda semifinal tuvo lugar el 22 de febrero de 2018. Diez canciones compitieron por los cinco huecos restantes en la final, que se decidirían a través de un jurado y el voto del público.
| N.º | Artista           | Canción               | Jurado | Jurado | Televoto | Televoto | Total | Posición | Resultado   |
| --- | ----------------- | --------------------- | ------ | ------ | -------- | -------- | ----- | -------- | ----------- |
| 1   | Maria's Secret    | "Escape"              | 30     | 5      | 237      | 3        | 8     | 7        | Eliminado   |
| 2   | Arman Mesropyan   | "What You Hide"       | 19     | 2      | 301      | 4        | 6     | 9        | Clasificado |
| 3   | Kamil Show        | "Puerto Rico"         | 15     | 1      | 1,917    | 10       | 11    | 5        | Clasificado |
| 4   | Suren Poghosyan   | "The Voice"           | 27     | 4      | 202      | 2        | 6     | 10       | Eliminado   |
| 5   | Amaliya Margaryan | "Waiting for the Sun" | 56     | 10     | 1,913    | 8        | 18    | 2        | Clasificado |
| 6   | AlternatiV        | "Stare at Me"         | 42     | 7      | 172      | 1        | 8     | 8        | Eliminado   |
| 7   | TyoM              | "Follow the Ocean"    | 27     | 3      | 336      | 5        | 8     | 6        | Eliminado   |
| 8   | Sevak Khanagyan   | "Qami"                | 59     | 12     | 4,146    | 12       | 24    | 1        | Clasificado |
| 9   | Mariam Petrosyan  | "Fade"                | 34     | 6      | 898      | 7        | 13    | 4        | Clasificado |
| 10  | Asmik Shiroyan    | "You and I"           | 42     | 8      | 740      | 6        | 14    | 3        | Clasificado |

| Resultados del jurado | Resultados del jurado | Resultados del jurado | Resultados del jurado | Resultados del jurado | Resultados del jurado | Resultados del jurado | Resultados del jurado | Resultados del jurado | Resultados del jurado |
| N.º                   | Canción               | Jurado                | Jurado                | Jurado                | Jurado                | Jurado                | Jurado                | Total                 | Puntos                |
| N.º                   | Canción               | A                     | B                     | C                     | D                     | E                     | F                     | Total                 | Puntos                |
| --------------------- | --------------------- | --------------------- | --------------------- | --------------------- | --------------------- | --------------------- | --------------------- | --------------------- | --------------------- |
| 1                     | "Escape"              | 10                    | 5                     | 5                     | 5                     | 4                     | 1                     | 30                    | 5                     |
| 2                     | "What You Hide"       | 3                     | 4                     | 1                     | 8                     | 1                     | 2                     | 19                    | 2                     |
| 3                     | "Puerto Rico"         | 1                     | 1                     | 2                     | 1                     | 2                     | 8                     | 15                    | 1                     |
| 4                     | "The Voice"           | 2                     | 8                     | 6                     | 3                     | 5                     | 3                     | 27                    | 4                     |
| 5                     | "Waiting for the Sun" | 8                     | 10                    | 8                     | 10                    | 10                    | 10                    | 56                    | 10                    |
| 6                     | "Stare at Me"         | 7                     | 7                     | 4                     | 7                     | 12                    | 5                     | 42                    | 7                     |
| 7                     | "Follow the Ocean"    | 4                     | 6                     | 3                     | 4                     | 6                     | 4                     | 27                    | 3                     |
| 8                     | "Qami"                | 12                    | 3                     | 12                    | 12                    | 8                     | 12                    | 59                    | 12                    |
| 9                     | "Fade"                | 6                     | 5                     | 7                     | 2                     | 7                     | 7                     | 34                    | 6                     |
| 10                    | "You and I"           | 5                     | 12                    | 10                    | 6                     | 3                     | 6                     | 42                    | 8                     |

#### Final (25 de febrero)
La final tuvo lugar el 25 de febrero de 2018. Los diez finalistas compitieron por la victoria, decidiéndose el resultado a través de un jurado internacional y el televoto.
| N.º | Artista            | Canción                     | Jurado | Jurado | Televoto | Televoto | Total | Posición |
| --- | ------------------ | --------------------------- | ------ | ------ | -------- | -------- | ----- | -------- |
| 1   | Sevak Khanagyan    | "Qami"                      | 84     | 12     | 11,391   | 12       | 24    | 1        |
| 2   | Gevorg Harutyunyan | "Stand Up"                  | 40     | 3      | 2,849    | 5        | 8     | 7        |
| 3   | Lusine Mardanyan   | "If You Don't Walk Me Home" | 54     | 7      | 343      | 1        | 8     | 8        |
| 4   | Kamil Show         | "Puerto Rico"               | 35     | 2      | 5,961    | 10       | 12    | 4        |
| 5   | Amaliya Margaryan  | "Waiting for the Sun"       | 64     | 8      | 3,507    | 7        | 15    | 3        |
| 6   | Nemra              | "I'm a Liar"                | 75     | 10     | 5,815    | 8        | 18    | 2        |
| 7   | Mariam Petrosyan   | "Fade"                      | 47     | 5      | 1,445    | 4        | 9     | 5        |
| 8   | Mger Armenia       | "Forever"                   | 31     | 1      | 3,364    | 6        | 7     | 9        |
| 9   | Robert Koloyan     | "Get Away With Us"          | 41     | 4      | 872      | 2        | 6     | 10       |
| 10  | Asmik Shiroyan     | "You and I"                 | 51     | 6      | 1,229    | 3        | 9     | 6        |

| Resultados del jurado | Resultados del jurado       | Resultados del jurado | Resultados del jurado | Resultados del jurado | Resultados del jurado | Resultados del jurado | Resultados del jurado | Resultados del jurado | Resultados del jurado | Resultados del jurado | Resultados del jurado | Resultados del jurado |
| N.º                   | Canción                     | Jurado                | Jurado                | Jurado                | Jurado                | Jurado                | Jurado                | Jurado                | Jurado                | Jurado                | Total                 | Puntos                |
| N.º                   | Canción                     | A                     | B                     | C                     | D                     | E                     | F                     | G                     | H                     | I                     | Total                 | Puntos                |
| --------------------- | --------------------------- | --------------------- | --------------------- | --------------------- | --------------------- | --------------------- | --------------------- | --------------------- | --------------------- | --------------------- | --------------------- | --------------------- |
| 1                     | "Qami"                      | 10                    | 3                     | 12                    | 12                    | 10                    | 12                    | 6                     | 7                     | 12                    | 84                    | 12                    |
| 2                     | "Stand Up"                  | 1                     | 8                     | 4                     | 2                     | 5                     | 8                     | 3                     | 6                     | 3                     | 40                    | 3                     |
| 3                     | "If You Don't Walk Me Home" | 4                     | 6                     | 2                     | 6                     | 3                     | 10                    | 8                     | 10                    | 5                     | 54                    | 7                     |
| 4                     | "Puerto Rico"               | 2                     | 1                     | 1                     | 5                     | 12                    | 7                     | 1                     | 5                     | 1                     | 35                    | 2                     |
| 5                     | "Waiting for the Sun"       | 7                     | 7                     | 7                     | 10                    | 7                     | 4                     | 12                    | 8                     | 2                     | 64                    | 8                     |
| 6                     | "I'm a Liar"                | 8                     | 4                     | 10                    | 7                     | 8                     | 6                     | 10                    | 12                    | 10                    | 75                    | 10                    |
| 7                     | "Fade"                      | 5                     | 5                     | 5                     | 8                     | 6                     | 3                     | 5                     | 4                     | 6                     | 47                    | 5                     |
| 8                     | "Forever"                   | 6                     | 10                    | 3                     | 1                     | 2                     | 2                     | 2                     | 1                     | 4                     | 31                    | 1                     |
| 9                     | "Get Away With Us"          | 12                    | 2                     | 6                     | 3                     | 1                     | 1                     | 7                     | 2                     | 7                     | 41                    | 4                     |
| 10                    | "You and I"                 | 3                     | 12                    | 8                     | 4                     | 4                     | 5                     | 4                     | 3                     | 8                     | 51                    | 6                     |

## En Eurovisión
El Festival de la Canción de Eurovisión 2018 tendrá lugar en el Altice Arena de Lisboa, Portugal y consistirá en dos semifinales el 8 y 10 de mayo y la final el 12 de mayo de 2018. De acuerdo con las reglas de Eurovisión, todas las naciones con excepción del país anfitrión y los "5 grandes" (Big Five) deben clasificarse en una de las dos semifinales para competir en la Gran Final; los diez mejores países de cada semifinal avanzan a esta final. Armenia estará en la primera semifinal, actuando en el puesto número 16.